# Marne-la-Vallée
Marne-la-Vallée è una città nuova in Francia, situata ad est di Parigi, nella regione dell'Île-de-France, sorta a partire dagli anni 1960. Composta di molti settori, nel 2011 risultava abitata da 295 128 abitanti su 15 215 ettari, con una densità di 1723,48 ab./km².

## Geografia fisica
Marne-la-Vallée è stata creata su un'area che copre 26 comuni, nei dipartimenti di Seine-et-Marne, di Senna-Saint-Denis e di Val-de-Marne.
Per il suo sviluppo e la sua gestione, curati dell'ente pubblico Épamarne (établissements publics d'aménagement de Marne-la-Vallée), l'area è stata suddivisa in quattro settori:
1. Porte de Paris: comprendente un comune di Senna-Saint-Denis: Noisy-le-Grand, e due comuni di Val-de-Marne: Bry-sur-Marne e Villiers-sur-Marne.
2. Val Maubuée: sei comuni di Seine-et-Marne: Champs-sur-Marne, Croissy-Beaubourg, Émerainville, Lognes, Noisiel e Torcy.
3. Val de Bussy: dodici comuni di Seine-et-Marne: Bussy-Saint-Georges, Bussy-Saint-Martin, Chanteloup-en-Brie, Collégien, Conches-sur-Gondoire, Ferrières-en-Brie, Gouvernes, Guermantes, Jossigny, Lagny-sur-Marne, Montévrain e Saint-Thibault-des-Vignes.
4. Val d'Europe: cinque comuni di Seine-et-Marne: Bailly-Romainvilliers, Chessy, Coupvray, Magny-le-Hongre e Serris.

Due settori sono organizzati in Sindacati di Nuova Agglomerazione (SAN):
- il SAN di Val Maubuée;
- il SAN di Val d'Europe, che precedentemente era chiamato Portes de la Brie.

## Storia
- 1965: lo schema principale del grande piano regolatore regionale prevede la creazione di cinque città nuove intorno a Parigi. Ad est si identifica il sito dove sorgerà Marne-la-Vallée.
- 17 agosto 1972: creazione dell'ente pubblico per lo sviluppo e la gestione di Marne-la-Vallée (ÉPAMARNE)
- 1983: la legge Rocard modifica lo statuto delle città nuove
- 1984: creazione dei sindacati per le nuove agglomerazioni, Val Maubuée e Portes de la Brie (diventato poi Val d'Europe)
- 24 marzo 1987: creazione di un ente a gestione pubblica per lo sviluppo del settore 4 (ÉPAFRANCE), avente direzione e personale in comune con ÉPAMARNE
- 12 aprile 1992: apertura dell'Euro Disney Resort, rinominato in seguito Disneyland Paris.

## Popolazione
L'insieme dei settori ha conosciuto una crescita demografica molto sostenuta negli ultimi trent'anni, come si evidenzia nella tabella qui sotto:
| Settore                    | 1968   | 1975    | 1982    | 1990    | 1999    | 2003   | 2009    |
| -------------------------- | ------ | ------- | ------- | ------- | ------- | ------ | ------- |
| Porte de Paris             | 52 901 | 61 225  | 74 775  | 90 598  | 99 849  | N/D    | 106 975 |
| Val Maubuée (SAN)          | 10 270 | 15 414  | 47 179  | 78 952  | 85 128  | 86 840 | 87 048  |
| Val de Bussy               | 21 353 | 23 938  | 27 431  | 36 043  | 49 746  | N/D    | 70 859  |
| di cui Bussy-Saint-Georges | 462    | 441     | 456     | 1 545   | 9 194   | 13 997 | N/D     |
| Val d'Europe (SAN)         | 1 829  | 2 543   | 3 264   | 5 242   | 11 884  | 16 338 | 26 250  |
| Totale                     | 86 353 | 103 120 | 152 649 | 210 835 | 246 607 | N/D    | 291 132 |

## Economia
- parchi a tema all'interno di Disneyland Resort Paris, nel settore di Val d'Europe.
- sede sociale della Nestlé France, a Noisiel.
- sede sociale di Conforama, a Lognes.
- sede sociale del gruppo Envergure, a Torcy.

## Infrastrutture e trasporti
- La città nuova è attraversata da ovest a est dalle linea A e linea E della RER parigina.
- L'autostrada A4 (Parigi-Strasburgo) attraversa anch'essa la zona da ovest ad est.
- Disneyland Resort Paris è provvisto di una stazione del TGV, quella di Chessy.
- L'aerodromo di Lognes.

## Istruzione
- École des Ponts ParisTech.
- L'università di Marne-la-Vallée dispone di diverse facoltà.